# أبيل 2199
أبيل 2199 هو عنقود مجري في فهرس أبل يقع في إتجاة كوكبة الجاثي على بعد 417 سنة ضوئية 128 فرسخ فلكي عن الأرض. ويضم المجرة العنقودية الالمع NGC 6166 وهى مجرة إهليلجية نوع-سي دي. في تصنيف باتز مورغن عنقود أبيل 2199 المجري محدد من النوع الأول بسبب المجرة NGC 6166.